# Brasseries et Malteries Alostoises
Brasseries et Malteries Alostoises is een fusie van de voormalige brouwerijen en mouterijen  van Brouwerij De Roos en Brouwerij De ster te Aalst.  De fusiebrouwerij had haar zetel in de Dirk Martensstraat 18 te Aalst en bezat daarnaast ook de Brouwerij Van Volxem te Brussel. 

## Brouwerij De Roos
Brouwerij La Rose was gelegen in de Burchtstraat te Aalst en de mouterij werd opgenomen in de lijst van onroerend erfgoed. 
De eerste vermelding dateert van 1751. Op 15 april 1780 kocht de brouwer, Franciscus Josephus Lenssens, een huis gelegen over de Vismarktbrug te Aalst en hypothekeerde het huis op 14 maart 1781. Op 19 juli 1782 werden het huis en brouwerij opnieuw gehypothekeerd maar onder de naam "De Roose". 
De brouwerij werd verkocht aan Frans Van Nuffel en Jean Baptiste Ghysels op 15 juni 1785 en één jaar later doorverkocht aan Joanna De Smed op 8 december 1786. 
Een vermelding in 1866 kende het huis toe aan Maria Fonteyn (weduwe van Jozef Van Der Smissen) waarbij later nazaat Leo Van Der Smissen-Beeckman de brouwerij overnam. 
In 1894 is de brouwer Jean Van De Putte-Eliaert maar even later fuseerde de brouwerij in 1895.
In 1914 werden de gebouwen van de brouwerij verkocht en gedeeltelijk gesloopt voor de gebouwen van ververij Moens. De resterende gebouwen werden gebruikt als stapelplaats voor onder andere de firma "Glucoseries Réunies".

## Brouwerij De Ster
Was gelegen in de Dirk Martensstraat te Aalst en fuseerde in 1895 met brouwerij De Ster tot Brasseries et Malteries Alostoises. De eerste directeur was Adolf Bruyndonckx.

## Brouwerij Van Volxem
De brouwerij was oorspronkelijk van J.F van Volxem maar werd ook Brouwerij St-Joseph genoemd
De gebouwen waren gelegen op de hoek JozefII-straat en Livingstonelaan te Brussel en werden in 1910 gesloopt bij de herinrichting van de straat.